# شاني (مشروب)
شاني هو مشروب غازي بنكهة التوت تنتجه شركة بيبسيكو. يتم بيعه وتسويقه خارج الولايات المتحدة. المشروب شائع في أجزاء من الشرق الأوسط وشمال أفريقيا.